# Corvo a tre zampe
L'uccello dotato di tre zampe è una creatura che appare frequentemente nella mitologia dell'Asia, dell'Asia Minore e del Nord Africa. Spesso, questo uccello impersona o rappresenta il sole.
Le più antiche rappresentazioni di questa creatura fantastica si trovano nelle pareti di templi e piramidi dell'antico Egitto o sulle monete della Licia e della Panfilia.

## L'Uccello del Sole nella mitologia dell'est asiatico
In queste zone, l'uccello dotato di tre zampe è spesso associato al sole.

### Cina

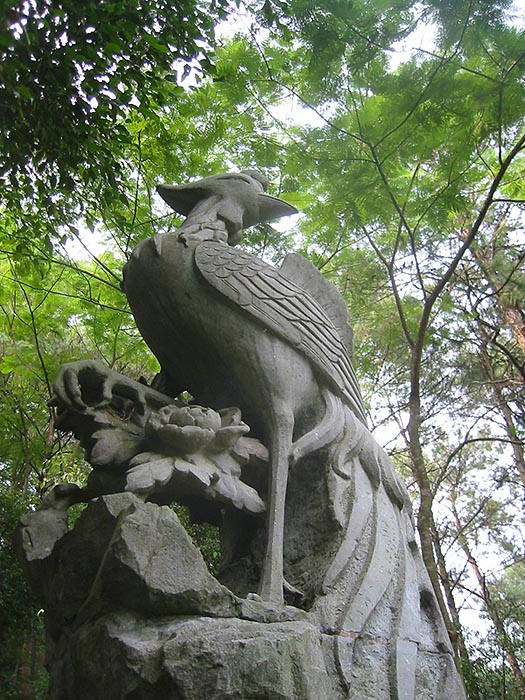
Comune Fènghuáng nell'arte cinese

Nella mitologia cinese, il sole è rappresentato da un corvo dorato con tre zampe (金烏T, 金乌S, JīnwūP). Secondo il folklore, in origine esistevano dieci uccelli del sole, che vivevano appollaiati su di un gelso nel mare dell'est; ogni giorno, uno dei dieci uccelli veniva scelto per viaggiare intorno al mondo su di un carro guidato dalla dea Xihe, considerata la "madre del sole".
La leggenda vuole che, intorno al 2170 a.C., tutti i dieci uccelli del sole partirono per il viaggio intorno al mondo nello stesso giorno, rischiando così di incendiare la Terra; l'arciere Houyi salvò tutti abbattendo nove corvi e lasciandone in vita uno solo.
Nella mitologia cinese, il Fènghuáng (鳳凰T, 凤凰S) è l'equivalente dell'uccello a tre zampe, e se ne trovano tracce nell'arte e nella letteratura di quasi 7000 anni fa. Secondo le antiche scritture Erya, il Fenghuang ha il becco di un gallo, il muso di una rondine, la fronte di un pollo, il collo di un serpente, il petto di un'oca, la schiena di una tartaruga, le zampe di un cervo e la coda di un pesce. Anche se veniva comunemente rappresentato con due soli arti, esistono dipinti in cui ne ha tre. Quest'ultima versione è stata illustrata per la prima volta nell'iconografia relativa a Xi Wangmu (la Regina Madre dell'Ovest) nell'arte religiosa del periodo Han.

### Giappone

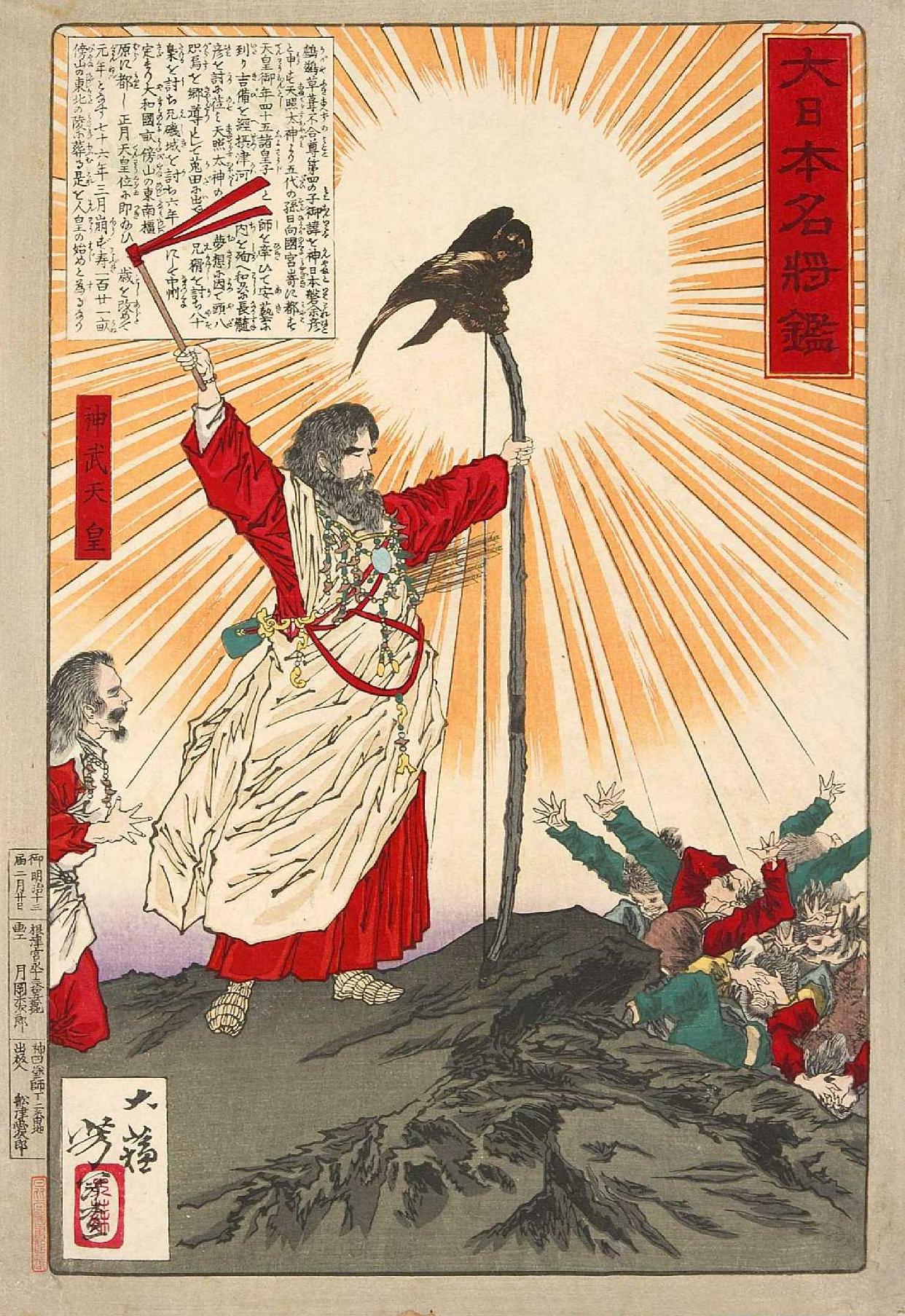
Yatagarasu che serve l'imperatore Jimmu

Nella mitologia giapponese, questa creatura è un corvo imperiale o un corvo indiano chiamato Yatagarasu (八咫烏), uccello di proprietà della dea del Sole Amaterasu. Lo Yatagarasu compare in antichi documenti giapponesi, come il Kojiki (古事記), in cui si narra del suo compito di guidare verso la giusta direzione l'imperatore Jimmu nella sua avanzata da oriente a occidente, per portare a compimento la sua conquista. In molte occasioni, nell'arte giapponese questa creatura viene rappresentata con tre zampe, sebbene nel Kojiki non venga mai affermato che lo Yatagarasu ne abbia più di due. Oggi, la versione a tre zampe dello Yatagarasu è utilizzata come simbolo della federazione calcistica del Giappone.

### Corea
Nella mitologia coreana, questo uccello è conosciuto come Samjogo Kari-sae (hangŭl: 삼족오; hanja: 三足烏). Sotto la dinastia Goguryeo, il Samjogo era riconosciuto come un simbolo di potere, addirittura più potente del drago cinese e della fenice. L'uccello con tre zampe è uno degli emblemi che potrebbero sostituire la fenice nello stemma nazionale coreano, che verrà rivisitato nel 2008.